# Juegos de guerra en negocios
Juegos de guerra de negocios o  juegos de guerra comerciales ( juegos de guerra corporativos) es una adaptación en un entorno comercial de la técnica de la simulación de movimientos y contra-movimientos normalmente empleada por grupos militares. A diferencia de los juegos de guerra militares, o juegos de guerra de fantasía los cuales se pueden establecer cientos de años en el pasado. Los juegos de guerra de negocios generalmente se establecen en el presente y son un desarrollo relativamente reciente, pero están creciendo rápidamente.
La justificación para la ejecución de un juego de guerra de negocio es que es una herramienta extremadamente valiosa cuando el entorno competitivo está experimentando un proceso de cambio, ya que permite a los tomadores de decisiones a considerar proactivamente cómo los diferentes actores pueden reaccionar ante el cambio, y el uno al otro. La ventaja de los equipos de juego de rol competidores y desarrollar estrategias más sólidas es especialmente notable, la misma puede deducirse de una cita como la de abajo de Richard Clark, director ejecutivo de Merck and Co., que en una entrevista a EE. UU. Hoy en día, dijo: "Yo soy un firme creyente en que si vas a desarrollar una visión y un plan estratégico para el futuro de una empresa que tiene que involucrar a la organización en hacer eso ... no puede ser sólo el CEO o los 10 ejecutivos que se sientan en una sala de conferencias estéril.
Proceso de diseño e implementación de un juego de guerra
Un juego de guerra corporativo se desarrolla habitualmente en dos fases principales: planeamiento y preparación, y ejecución.
1. Planeamiento y preparación
Esta fase incluye:
1. Definición de objetivos: Determinar qué se espera lograr con el ejercicio, por ejemplo, poner a prueba una estrategia, diseñar una nueva o detectar puntos ciegos.
2. Diseño del juego de guerra: Establecer el número de rondas, los roles que se representarán (competidores, clientes, reguladores), y la información que recibirá cada equipo para desarrollar sus acciones.
3. Selección de participantes: Escoger personas de diferentes áreas y niveles jerárquicos para aportar diversidad de perspectivas.
4. Elaboración de manuales: Proporcionar a cada equipo la información necesaria para asumir su rol, como datos de mercado, perfil de competidores y posibles restricciones.
5. Verificación de la preparación: Confirmar que todos los participantes han revisado el material y comprenden su papel antes de iniciar el ejercicio. Esta etapa es opcional.

2. Ejecución del juego de guerra
La implementación se realiza habitualmente en una o dos jornadas y consta de, por ejemplo:
1. Introducción: Presentación del escenario competitivo y de las reglas del ejercicio.
2. Diseño de estrategias de los competidores: Los equipos asumen el papel de competidores y formulan sus planes.
3. Presentación de estrategias competitivas: Exposición y discusión de las estrategias diseñadas.
4. Diseño de la estrategia propia: Cambio de perspectiva para que los equipos actúen como la empresa que organiza el juego de guerra, elaborando respuestas a los movimientos rivales.
5. Presentación de la estrategia propia: Nueva sesión plenaria para discutir y someter a crítica las estrategias corporativas.
6. Evaluación final: Revisión de los resultados, identificación de puntos ciegos y extracción de conclusiones para la     mejora de la estrategia real.